# Тунгиро-Олёкминский район
Тунгиро-Олёкминский район —  административно-территориальная единица (район) и муниципальное образование (муниципальный район) в Забайкальском крае Российской Федерации.
Административный центр — село Тупик.

## География
Район расположен на северо-востоке Забайкальского края. Приравнен к районам Крайнего Севера. Граничит на севере с Каларским районом, на западе с Тунгокоченским районом, на юге с Могочинским районом, на востоке с Амурской областью.
Главные реки района — Тунгир и Олёкма. Рельеф преимущественно горный. Территорию района пересекают Калаканский, Муройский, Тунгирский, Черомный, Южный Дырындинский хребты. Разведаны месторождения полезных ископаемых — золота, каменного угля, молибдена и др.
Климат резко континентальный. Средняя температура июля — +14-20 °С (максимум +35 °С), января — −28-34 °С (минимум −56.7 °С). Среднегодовая температура — −10.9 °С.
Выпадает 350—600 мм осадков в год.

## История
Тунгиро-Олёкминский район образован 21 сентября 1938 года.

## Население
| 2002  | 2007  | 2009  | 2010  | 2011  | 2012  | 2013  | 2014  | 2015  |
| ----- | ----- | ----- | ----- | ----- | ----- | ----- | ----- | ----- |
| 1643  | ↘1600 | ↘1577 | ↘1432 | ↘1422 | ↘1396 | ↘1394 | ↘1379 | ↗1380 |
| 2016  | 2017  | 2018  | 2019  | 2020  | 2021  |       |       |       |
| ↘1376 | ↘1328 | ↗1347 | ↘1341 | ↘1340 | ↘1147 |       |       |       |

## Муниципально-территориальное устройство
В муниципальный район входят 2 муниципальных образования со статусом сельских поселений, а также 1 межселенная территория без какого-либо статуса муниципального образования:
| №        | Название               | Административный центр | Количество населённых пунктов | Население (чел.) | Площадь (км²) |
| -------- | ---------------------- | ---------------------- | ----------------------------- | ---------------- | ------------- |
| 1e-06    | Сельские поселения     |                        |                               |                  |               |
| 1        | Зареченское            | село Заречное          | 1                             | ↘208             | 185,91        |
| 2        | Тупикское              | село Тупик             | 1                             | ↘825             | 121,86        |
| 2.000002 | Межселенная территория |                        |                               |                  |               |
| 2.000003 | межселенная территория |                        | 3                             | ↘114             |               |

## Населённые пункты
В Тунгиро-Олёкминском районе 5 населённых пунктов:
| № | Населённый пункт | Тип  | Население   | Сельское поселение/ межселенная территория |
| - | ---------------- | ---- | ----------- | ------------------------------------------ |
| 1 | Гуля             | село | ↘26 (2021)  | межселенная территория                     |
| 2 | Заречное         | село | ↘208 (2021) | Зареченское                                |
| 3 | Моклакан         | село | ↘67 (2021)  | межселенная территория                     |
| 4 | Средняя Олёкма   | село | ↘54 (2021)  | межселенная территория                     |
| 5 | Тупик            | село | ↘825 (2021) | Тупикское                                  |

## Экономика
На территории района действует Тунгиро-Олёкминский лесхоз.